# 리나 (테니스 선수)
리나(이나, 중국어: 李娜, 병음: Lǐ Nà, 1982년 2월 26일 ~)는 WTA 투어 최고 랭킹 2위에 도달했던 은퇴한 중국의 프로 테니스 선수이다. 그녀는 아시아 최초의 그리고 유일의 그랜드 슬램 우승자이다. 그러나 고질적인 무릎 부상으로 인해 2014년 9월 19일에 은퇴하였다.